# Heilgeistkirche (Stralsund)

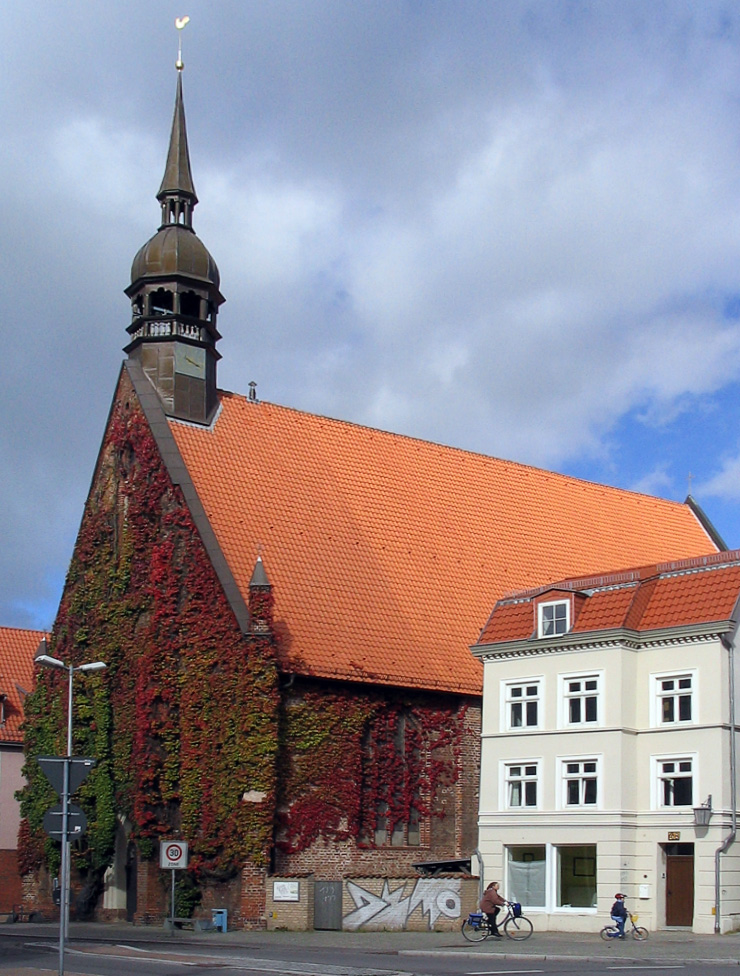
Heilgeistkirche von Süden betrachtet (2004)

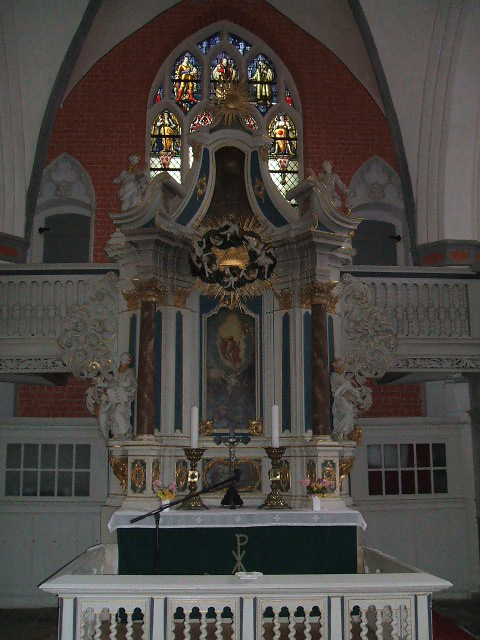
Altar in der Heilgeistkirche (2006)

Die Heilgeistkirche (Kirche zum Heiligen Geist) in der Hansestadt Stralsund ist ein aus dem 14. Jahrhundert stammender gotischer dreischiffiger Kirchbau aus Backstein innerhalb der Anlage des Heilgeisthospitals in der Nähe des Hafens der Stadt am Strelasund, an der Wasserstraße, Ecke Bei der Heilgeistkirche.

## Beschreibung
Die Kirche, die in ihrer heutigen Form in ihrer Substanz dem letzten Wiederaufbau nach diversen Zerstörungen durch Kriege aus dem 19. Jahrhundert entspricht, ist eine kurze Hallenkirche mit rechteckigem Grundriss. Das Satteldach des Baus überragt die Gebäude des Hospitals. Die Kirche verfügt nicht über einen Turm, dafür wurde auf der Giebelseite zum Westen hin, an der Wasserstraße, ein Dachreiter mit offener Laterne errichtet. Schmale Strebepfeiler und breite Spitzbogenfenster mit dreieckigen Bogenschlüssen gliedern die schmucklosen Seitenwände. Die zur Stadt gewandte Giebelseite mit dem Haupteingang besitzt drei Fenster, wobei das über dem Portal befindliche Fenster gegenüber den beiden seitlichen erhöht ist. Sowohl die westliche, neugotisch gestaltete  Eingangsseite als auch die gegenüberliegende barocke Ostseite verfügen über eine Dreierblende. Die Eingangsseite ist nahezu vollständig mit wildem Wein bewachsen.
Von der Ostseite führt ein Portal in den Hof, den bewohnten Kirchgang. Dieses Portal wurde barock umgestaltet. Eine Inschrift in der Kartusche enthält Psalm 50.V.15.16 und die Ergänzung

„Anno 1643 haben diesen Giebell und angesetzte Wohnungen zu erbauen befordert + IOHANN BUCHOW, + IOACHIMUS PANSOW, + MARTINUS KLINCKOW.“

Das Innere ist durch Einfachheit gekennzeichnet, Schmuck fehlt fast gänzlich. Drei achteckige Pfeilerpaare mit barockem Kämpferband tragen das Hallendach mit Kreuzrippengewölbe. Das zweite Joch von Osten ist als einziges als Sterngewölbe ausgeführt.
Die barocke Farbfassung stammt aus dem Jahr 1715: Rot für die Backsteinwände, Weiß und Grau für die Pfeiler und Rippen. Das Fenster im Osten verfügt über eine vom Ende des 19. Jahrhunderts stammende Glasmalerei, die Martin Luther, König Gustav Adolf II. von Schweden und den Stralsunder Reformator Christian Ketelhot zeigt.
Der hölzerne Aufsatz des vor dem Ostfenster stehenden Altars stammt aus den Jahren 1770 bis 1775 und wurde vom Stralsunder Bildhauer Jakob Freese ausgeführt. In der Sakristei befindet sich ein Relief aus Alabaster. Das aus dem Jahr 1651 stammende Werk zeigt die betende Familie des Superintendenten Stappenbeck und stammt vom Epitaph desselben in der Jakobikirche. Die Empore über die gesamte Breite der Ostwand stammt von 1700. Zwei kleine Pforten führen von hier zur Galerie des Kirchgangs.
Der westliche der beiden Kronleuchter ist im Original erhalten und stammt aus der Mitte des 17. Jahrhunderts. 

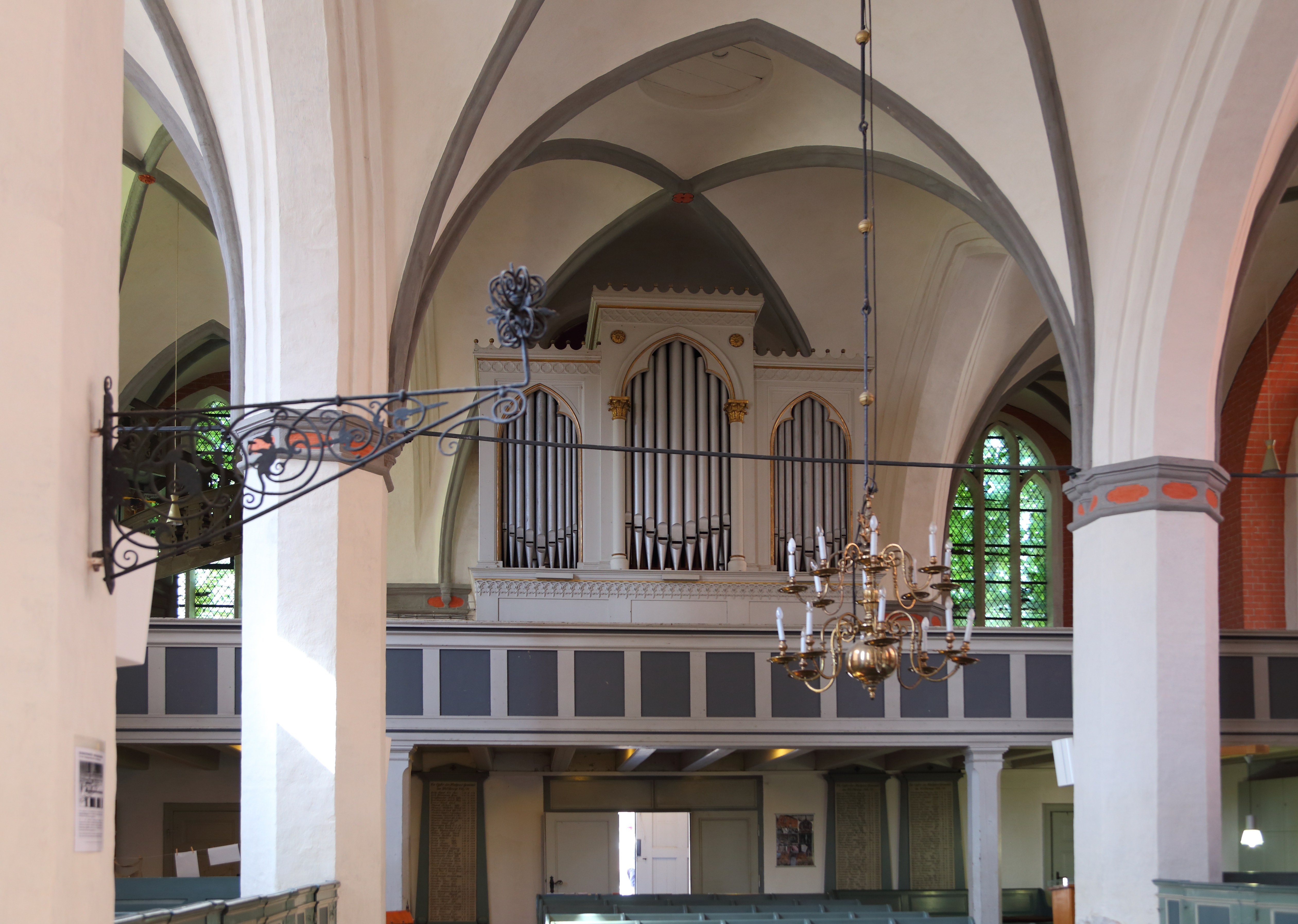
Orgel

Die Orgel von 1829 über dem Eingang wurde von Carl August Buchholz gefertigt und 1960 durch die Fa. Alexander Schuke überarbeitet.
| I Hauptwerk C–g3 |               |       |
| 1.               | Prinzipal     | 8'    |
| 2.               | Rohrflöte     | 8'    |
| 3.               | Oktave        | 4'    |
| 4.               | Gedackt       | 4'    |
| 5.               | Nasard        | 2 ⁄3' |
| 6.               | Waldflöte     | 2'    |
| 7.               | Mixtur III-IV |       |

| II Oberwerk C–g3 |                 |       |
| 08.              | Gedackt         | 8'    |
| 09.              | Gemshorn        | 4'    |
| 10.              | Oktave          | 2'    |
| 11.              | Quinte          | 1 ⁄3' |
| 12.              | Sesquialtera II |       |
| 13.              | Scharff III     |       |

| Pedalwerk C–f1 |            |     |
| 14.            | Subbass    | 16' |
| 15.            | Gemshorn   | 08' |
| 16.            | Quintadena | 04' |
| 17.            | Posaune    | 08' |

- Koppeln: II/I, I/P, II/P.

## Bau
Ein Vorgängerbau gleichen Namens wird erstmals im Jahr 1263 urkundlich erwähnt, und zwar am damaligen Standort des Hospitals an der nach ihr benannten Heilgeiststraße, vor dem Heilgeisttor. Dieser Bau war eine Kapelle des unter städtischer Aufsicht stehenden Hospitals. Letzte Erwähnung findet diese Kirche am Heilgeisttor im Jahr 1309, schon 1329 erwähnt das Stadtbuch an dieser Stelle nur noch einen Eckplatz.
Wegen der Vergrößerung des Hospitals wurde ein neuer Standort gesucht und in unmittelbarer Hafennähe gefunden. Hier entstand zwischen 1325 und 1329 der Neubau des Hospitals, das aus einem Elendenhaus, kleinen Fachwerkbuden und dem an die Kirche angebauten Kirchgang besteht und noch heute erhalten ist.
Herzog Wartislaw V. erteilte der Heilgeistkirche 1335 das Recht zum Abhalten von Gottesdiensten. Das Hospital, das außerhalb der Stadtmauern lag, war wiederholt schweren Zerstörungen durch Kriege ausgesetzt. Nach dem Dreißigjährigen Krieg wurde die Kirche 1650 und dann noch einmal 1715 nach Zerstörungen im Zuge einer Belagerung in ihrer alten Form wieder aufgebaut.  1650 und 1715 wurden über den Resten des Urbaus die Umfassungsmauern der Kirche neu im Blockverband ausgeführt. In die Mauern wurden zur Erinnerung einige Kanonenkugeln eingemauert. Der barocke Ostgiebel wurde laut eingefügter Jahreszahl am Anker im Jahr 1654 neu errichtet.
Die neugotisch gestaltete Westwand war in ähnlicher Grundgestalt bereits im Mittelalter so ausgeführt. Die Strebepfeiler jedoch stammen aus dem Jahr 1843, das Maßwerk am mittleren Fenster von 1880.

## Geschichte
Die Kirche besitzt seit Anfang des 19. Jahrhunderts den Status einer Pfarrkirche. Sie ist seit der Zerstörung der Jakobikirche gemeinsames Gotteshaus der Jakobi- und Heilgeistgemeinde Stralsunds. Die Kirche diente während der Zugehörigkeit Stralsunds zu Schweden als Garnisonkirche.

## Denkmalschutz
In die Liste der Baudenkmale in Stralsund ist der Komplex aus Heilgeisthospital mit Kirche und den Klostergebäuden Heilgeistkloster 1–23 mit der Nummer 320 eingetragen.

## Bilder

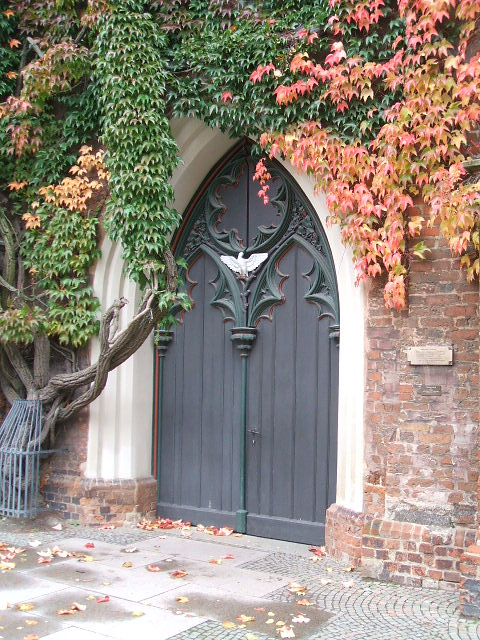
Haupteingang im Westen
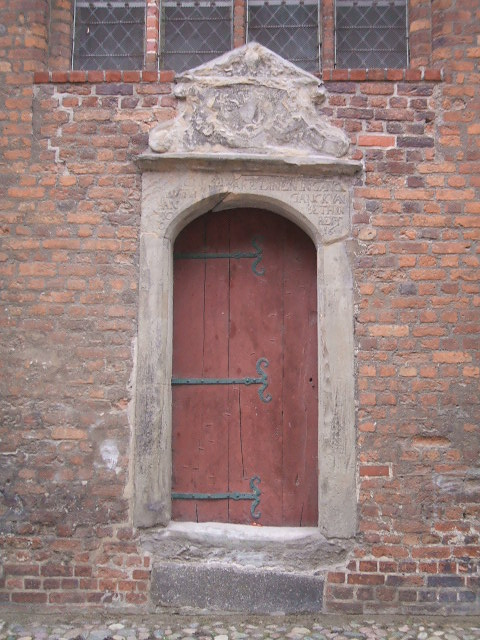
Seiteneingang im Osten
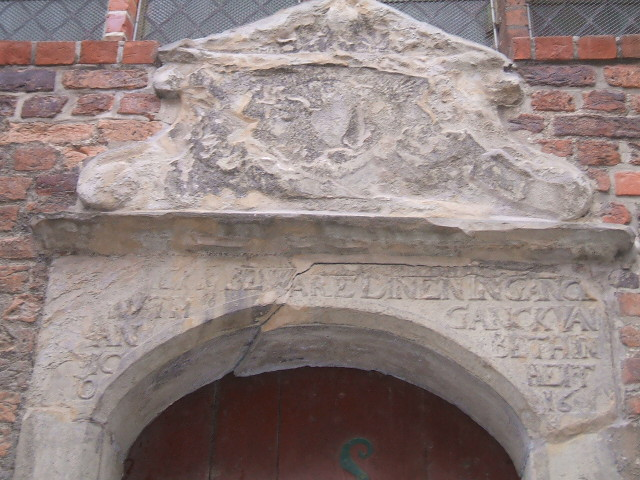
Detail über dem Seiteneingang im Osten
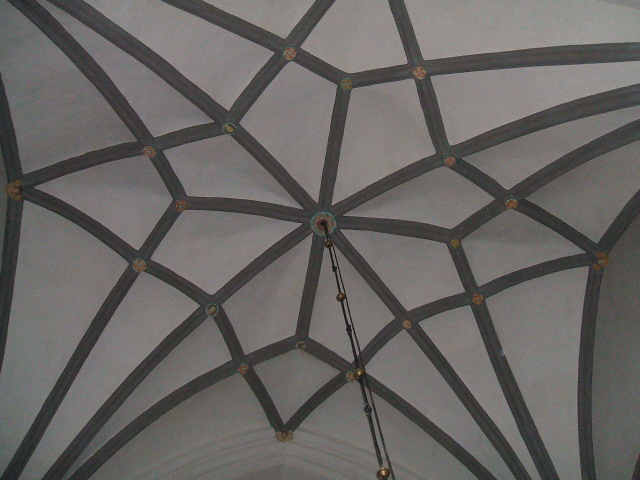
Decke mit Kreuzrippengewölbe
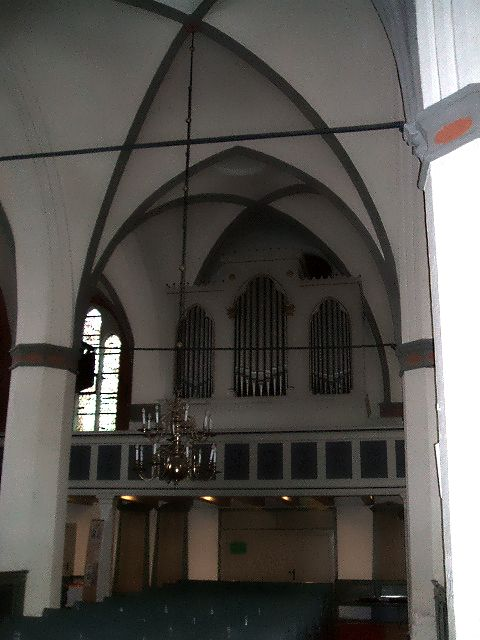
Buchholz-Orgel von 1829

## Gemeinde
Die Gemeinde Jakobi/Heilgeist gehört seit 2012 zur Propstei Stralsund im Pommerschen Evangelischen Kirchenkreis der Evangelisch-Lutherischen Kirche in Norddeutschland. Vorher gehörte sie zum Kirchenkreis Stralsund der Pommerschen Evangelischen Kirche.

### Geistliche
- Johann Ehrenfried Colberg (1759–1822), Pastor 1785–1822